# 擬棘鮠
擬棘鮠為輻鰭魚綱鯰形目鼬鯰科的其中一種，為熱帶淡水魚，分布於南美洲馬拉開波湖及其支流流域，體長可達50公分，棲息在泥底質底層水域，以甲殼類、蠕蟲、魚類等為食，生活習性不明，可作為食用魚。